# جوب سرخ عليا (مقاطعة تشرداول)
جوب سرخ عليا (بالفارسية: جوب سرخ علیا) هي قرية تقع في قسم شباب الريفي (مقاطعة تشرداول) في إيران. يقدر عدد سكانها بـ 263 نسمة بحسب إحصاء 2016.